# Mariano Buratti
Mariano Buratti (Bassano Romano, 15 gennaio 1902 – Roma, 31 gennaio 1944) è stato un partigiano e militare italiano, insignito di medaglia d’oro al valor militare alla memoria.

## Biografia
Compì il servizio di leva con il grado di ufficiale di complemento presso il 26º Reggimento fanteria "Bergamo". Entrato nel 1924 nella Guardia di Finanza con il grado di “sottobrigadiere” aveva continuato la sua permanenza nell'esercito intervallandola con periodi dedicati alla sua vocazione all'insegnamento. Dapprima fu insegnante presso le scuole elementari e in seguito fu professore di storia e filosofia presso il Liceo “Umberto I” di Viterbo.
In seguito alle gravi tragedie che lo avevano colpito - la morte della figlia Magda e, poco dopo, quelle della moglie Cristina e della bambina che questa aveva in grembo - era stato portato ad arruolarsi, nel 1936, nella MVSN e a partecipare alla guerra d'Africa.
Tornato nel 1937, Buratti aveva ripreso gli studi e l'attività di insegnante, ma più volte, come prima della spedizione in Africa, aveva continuato a vestire la divisa della Guardia di Finanza dal 1941 al 1943. Nel frattempo aveva costruito una nuova famiglia ed era stato influenzato dalle lezioni del professore e filosofo liberale Guido De Ruggiero che, alla caduta del fascismo, favoriva l'ingresso di Mariano Buratti nel Partito d'Azione.
Dopo l'8 settembre 1943 Buratti si diede alla clandestinità e organizzò una banda partigiana, la Banda Buratti che operava sui monti Cimini. Tale gruppo di partigiani era composto da ex militari  suoi allievi a scuola e il cognato Vincenzo Bianchini.
Il 13 dicembre 1943 l'insegnante azionista venne catturato dai nazifascisti, sul piazzale di ponte Milvio a Roma. Venne condotto alla prigione di via Tasso, usata dall'SD, la brutale polizia politica comandata dal maggiore Herbert Kappler, e successivamente al carcere di Regina Coeli. Dopo alcune settimane di detenzione e torture, insieme ad altri otto patrioti e oppositori del nazifascismo, venne fucilato al Forte Bravetta.

## Onorificenze
Partigiano combattente
Data del conferimento: 1944

### Riconoscimenti
Il Liceo Classico "Umberto I" di Viterbo, presso il quale il professore aveva esercitato la docenza, porta ora il nome di Liceo Ginnasio "Mariano Buratti" ed è uno degli istituti più antichi e prestigiosi della provincia viterbese. Nel colonnato d'ingresso di questa scuola è posta una lapide, che ricorda il sacrificio per la libertà compiuto dal professore, sotto la quale ogni 25 aprile, in occasione delle celebrazioni ufficiali della Festa della Liberazione, è deposta una corona di alloro.
Gli è stata intitolata una classe di unità navali guardacoste della Guardia di Finanza.